# Peter Bernstein
Peter Bernstein est un compositeur américain né le 10 avril 1951 à New York, New York.

## Filmographie
- 1973 : The House That Cried Murder
- 1982 : Horreur dans la ville (Silent Rage)
- 1982 : Class Reunion
- 1984 : Surf II
- 1984 : Hot Dog... The Movie
- 1984 : Summer Fantasy (TV)
- 1984 : Bolero
- 1984 : L'Aventure des Ewoks (The Ewok Adventure) (TV)
- 1985 : Kicks (TV)
- 1985 : Alfred Hitchcock présente (TV)
- 1985 : The Rape of Richard Beck (TV)
- 1985 : Les Aventuriers de la 4e dimension (My Science Project)
- 1985 : La Bataille d'Endor (Ewoks: The Battle for Endor) (TV)
- 1986 : Tout va trop bien  (Miracles)
- 1986 : Hamburger... The Motion Picture
- 1986 : Club Med (TV)
- 1986 : The Richest Cat in the World (TV)
- 1986 : Fuzz Bucket (TV)
- 1986 : Little Spies (TV)
- 1987 : Meurtres en VHS (Remote Control)
- 1987 : The Alamo: Thirteen Days to Glory (en) (TV)
- 1987 : Morgan Stewart's Coming Home
- 1987 : 21 Jump Street (série télévisée)
- 1988 : Freddy, le cauchemar de vos nuits (Freddy's Nightmares) (série télévisée)
- 1989 : Nightbreaker (TV)
- 1989 : Booker (série télévisée)
- 1989 : Dream Date (TV)
- 1990 : Over My Dead Body (TV)
- 1990 : Exile (TV)
- 1990 : Sky High (TV)
- 1990 : Sunset Beat (TV)
- 1990 : Glory Days (série télévisée)
- 1991 : N.Y.P.D. Mounted (TV)
- 1992 : Fifty/Fifty
- 1993 : Fallen Angels (série télévisée)
- 1993 : Walker, Texas Ranger (série télévisée)
- 1993 : Trouble Shooters: Trapped Beneath the Earth (TV)
- 1994 : Island City (TV)
- 1994 : Code Lisa (Weird Science) (série télévisée)
- 1994 : My Breast (TV)
- 1995 : Campus Cops (série télévisée)
- 1995 : Ed McBain's 87th Precinct: Lightning (TV)
- 1995 : Au-delà du réel : L'aventure continue (The Outer Limits) (série télévisée)
- 1995 : She Stood Alone: The Tailhook Scandal (TV)
- 1995 : Canadian Bacon
- 1996 : Mother
- 1996 : Fausses apparences (The Ultimate Lie) (TV)
- 1997 : Rough Riders (TV)
- 1997 : Stargate SG-1 (série télévisée)
- 1997 : Chérie, j'ai rétréci les gosses (Honey, I Shrunk the Kids: The TV Show) (série télévisée)
- 1997 : Jack Reed: Death and Vengeance (TV)
- 1998 : Jungle Book: Lost Treasure
- 1998 : Atomic Dog (TV)
- 1998 : Objectif Terre : L'invasion est commencée (Target Earth) (TV)
- 1998 : Meteorites! (TV)
- 1998 : Susan a un plan (Susan's Plan)
- 1999 : Happy Face Murders (TV)
- 2000 : Mission secrète sur internet (Mail to the Chief) (TV)
- 2001 : Megiddo: The Omega Code 2
- 2002 : Les Fantômes de High River (Sightings: Heartland Ghost) (TV)
- 2004 : Raptor Island
- 2004 : Puppet Master vs. Demonic Toys (TV)
- 2005 : American Black Beauty (TV)
- 2006 : Miriam